# Tóth Edina
Tóth Edina (Budapest, 1975. március 11. –) magyar politikus, az Európai Néppárt politikai tanácsadója volt. A 2019-es európai parlamenti választáson a Fidesz – Magyar Polgári Szövetség–Kereszténydemokrata Néppárt közös pártlista 13. helyén indult, és képviselőként bejutott az Európa Parlamentbe.

## Pályafutása
1993–1998 között a Pázmány Péter Katolikus Egyetem Bölcsészettudományi Karán történelem-angol szakon végzett. 1997–1999 között a Közgazdaságtudományi Egyetem Századvég Politikai Iskola hallgatója volt, 2000-ben pedig a bécsi Diplomáciai Akadémia Európai Unió szakán tanult.
1996-tól 2003-ig a Fidelitas országos alelnöke, 1999-től 2001-ig az Európai Néppárt ifjúsági szervezetének (EDS) alelnöke, majd 2001-ben tiszteletbeli elnöke volt.
1998-tól 2001-ig a Fidesz frakcióvezetőjének külpolitikai tanácsadója és sajtótitkára, 2001-től 2003-ig pedig a Külügyminisztérium szóvivőjének tanácsadója volt attaséi diplomáciai rangban. 2003-tól 2004-ig az Európai Néppárthoz delegált magyar megfigyelők vezetőjének tanácsadójaként dolgozott. Indult a 2004-es európai parlamenti választáson.
2004-től az Európai Parlamentben dolgozik az Európai Néppárt képviselőcsoportjának politikai tanácsadójaként, 2007-ig a Női jogi és Esélyegyenlőségi Bizottság, ezt követően pedig az Ipari, Energiaügyi és Kutatási Bizottság mellett.
Angol, német, francia és orosz nyelven beszél.